# Bönnigheim
Bönnigheim es una ciudad alemana perteneciente al distrito de Luisburgo de Baden-Wurtemberg.

## Localización
Se ubica unos 15 km al suroeste de Heilbronn.

## Historia
Se conoce su existencia desde el año 793, siendo mencionada la localidad en el Códice de Lorsch. Tuvo varios propietarios a lo largo del tiempo hasta que en el siglo XIII se constituyó un Ganerbentum, es decir, una comunidad de propietarios en la que cuatro familias nobles eran conjuntamente las propietarias de la localidad. El Ganerbentum terminó en 1756, cuando la localidad se incorporó a Wurtemberg. En 1972 se incorporaron a la ciudad los territorios de los hasta entonces municipios de Hohenstein y Hofen.

## Demografía
A 31 de diciembre de 2015 tiene 7593 habitantes.